# Niklas Fransson
Niklas Fransson, född 1967 i Nynäshamn är en svensk musiker, kompositör och producent.
Niklas Fransson var under 1990-talet medlem i popbandet Freewheel. Han har uppträtt som pianist tillsammans med skådespelerskan Sara Lindh. Fransson komponerar filmmusik - oftast i team med Ulf Turesson under teamnamnet Pingpongmusik.

## Musik till filmer
Han har skrivit och producerat filmmusik bland annat till filmerna:
- Mamma Mu & Kråkan (SF 2008)
- Pettson och Findus – Glömligheter (SF 2009)
- Lasse-Majas detektivbyrå – Kameleontens hämnd (SF 2009)
- Hotell Gyllene Knorren – filmen (SF 2011)
- Kvarteret Skatan reser till Laholm(SF 2012)
- Bragden (SVT 2012)
- Hokus pokus Alfons Åberg (Maipo 2013)

## Musik till TV-serier
- Julkalendern Lasse-Majas Detektivbyrå (SF/SVT 2006)
- Julkalendern Hotell Gyllene Knorren (SF/SVT 2010)